# Comitatul Marinette, Wisconsin
Comitatul Marinette, conform originalului din engleză, Marinette County, este unul din cele 72 de comitate din statul federal Wisconsin al Statelor Unite ale Americii.  Sediul său administrativ se găsește în localitatea omonimă, Marinette.